# Apple Daily

Альтернативный логотип «Apple Daily»

«Apple Daily» (кит. трад. 蘋果日報, кит. упр. 苹果日报) — гонконгская таблоидная газета, существовавшая с 1995 по 2021 год. Основана предпринимателем Джимми Лаем. Газета принадлежала издательской группе Next Digital. Издавалась в печатном и цифровом формате на китайском языке, а также в цифровом формате на английском языке. Была известна продемократической и оппозиционной к правительству КНР направленностью.
Next Digital также издавала одноимённую родственную газету в Тайване.

## Описание
Apple Daily создавалась по образцу американской газеты USA Today. Эта газета широко использовала письменный кантонский язык, в то время, как большинство гонконгских газет используют стандартный китайский и ориентируются на материалы о сплетнях, жизни суперзвёзд, азартных играх и эротизме. Изначально выпуски Apple Daily содержали не менее трех страниц развлекательных новостей, но к 2000 году их количество увеличилось на восемь страниц.

## История
Apple Daily была основана 20 июня 1995 года продавцом одежды Джимми Лаем. После успеха Next Magazine — другого издания, принадлежащего Лаю, он запустил Apple Daily с начальным капиталом в 700 миллионов гонконгских долларов. Лай назвал Apple Daily в честь запретного плода, который, по его словам, если бы Адам и Ева не ели, не было бы зла и новостей.
С самого своего основания, газета выступала против слабой экономики Гонконга и небольшой конкуренции на рынке газет на китайском языке. Политическая неопределенность, связанная с критикой Apple Daily правительства КНР, заставила медиа-аналитиков пессимистично смотреть на будущее газеты. Перед тем, как Apple Daily была впервые опубликована, она запустила телевизионную рекламу, в которой Лай с яблоком на голове изображался как мишень для его конкурентов. В первый месяц выхода газеты читателям выдавались купоны, позволяющие снизить цену каждого выпуска до 2 долларов, несмотря на то, что Газетное общество Гонконга стандартизировало розничную цену на гонконгские газеты до 5 долларов за выпуск. Через месяц цена вернулась к 5 долларам. После повышения цены, газета начала раздавать бесплатные футболки и плакаты. Бесплатная реклама позволила Apple Daily продать 200 000 экземпляров в первый день и стать второй по тиражу газетой в Гонконге.
Результатом благоприятного для Apple Daily запуска стала ценовая война между гонконгскими газетными изданиями. В декабре 1995 года газета Oriental Daily объявила о снижении цены с 5 долларов до 2. Другие газеты, такие как Sing Pao и Tin Tin Daily, последовали её примеру. В день после объявления о снижении цены на Oriental Daily, Apple Daily снизила свою розничную цену до 4 долларов, а её тираж упал на 10 процентов. Ценовая война привела к краху нескольких газет, таких как: TV Daily, Hong Kong United Daily, China Times Magazine и английской газеты Eastern Express.
В марте 2015 года Чан Пуи Ман стала первой женщиной — главным редактором журнала, заменив Ип Ют Кин. В 2020 году Apple Daily запустила английскую версию своей цифровой газеты.
В августе 2020 года в штаб-квартире Apple Daily прошли крупные полицейские обыски. В июне были проведены повторные обыски, а счета издателя были заморожены. Основатель газеты Джимми Лай был арестован в декабре 2020 года и приговорен к тюремному заключению в апреле 2021 года за организацию и участие в гонконгских протестах 2019—2020 годов. Также в 2021 году были арестованы пять сотрудников газеты, включая её редактора Райана Лоу и генерального директора Чунг Ким Хун. 23 июня 2021 года газета объявила о своём закрытии.

## Полицейские обыски
10 августа 2020 года, в гонконгских офисах Apple Daily прошли обыски, в которых участвовало более 200 сотрудников национальной безопасности. Обыски последовали за арестом Джимми Лая за предполагаемое нарушение закона о национальной безопасности Гонконга. В тот же день, были арестованы двое сыновей Лая, четыре топ-менеджера Next Digital и три общественных деятеля. Аресты произошли на фоне продолжающегося преследования правительством КНР многих продемократических деятелей Гонконга, что вызвало осуждение со стороны международных правительств и правозащитных организаций. Лай и другие арестованные были обвинены в «иностранном сговоре», в том числе в пропаганде иностранных санкций на основании широких определений закона о национальной безопасности.
Обыски длились девять часов. Обыскав территорию предприятия, полицейские увезли 25 ящиков с уликами. У полиции был ордер на обыск, но они не раскрыли его цель. Также полиция доставила Джимми Лая в офис на два с половиной часа, где его в наручниках провели через редакцию. Некоторые критики считают, что это была публичная демонстрация, направленная на то, чтобы унизить Лая. Налет был задокументирован на прямой трансляции репортёрами Apple Daily, за которой наблюдали тысячи зрителей онлайн.
Next Digital выпустила заявление, осуждающее полицейский рейд: «Свобода прессы в Гонконге сейчас висит на волоске, но наши сотрудники останутся полностью приверженными нашему долгу по её защите».

### Поведение полиции
Во время рейда, доступ СМИ к полицейским был ограничен. Он был предоставлен только «надежным источникам СМИ» на основании оценки полицией профессионализма и объективности издания. Было также проведено несколько пресс-конференций с полицией для обновления информации об обысках, но многих репортёров отстранили от служебных обязанностей, в том числе ряд иностранных новостных агентств таких, как: Reuters, Associated Press, и Агентство Франс-Пресс, наряду с местными новостными агентствами такими, как RTHK и Stand News. Представителям СМИ, участвовавшим в этих конференциях, не разрешалось задавать вопросы.
Во время рейда профсоюз Next Media решительно выступал против того, чтобы полиция читала конфиденциальные новостные материалы в редакции. Стив Ли Квай Ва — старший суперинтендант Департамента национальной безопасности, сказал, что они обыскали территорию, поскольку у одного из арестованных был кабинет на назначенном этаже. Ли также сказал, что полицейские только «просмотрели» материалы, чтобы подтвердить их отношение к делу. Ученый-правовед Йоханнес Чан позже раскритиковал этот шаг, заявив, что даже быстрое сканирование ставит под угрозу конфиденциальность новостных репортажей.

### Международная реакция
Международные правозащитные организации подчеркнули уменьшение свободы прессы в Гонконге. Amnesty International выступила против преследования журналистов и призвала снять все уголовные обвинения, связанные с законом о национальной безопасности. Азиатско-американская ассоциация журналистов выразила свою поддержку Apple Daily и призвала власти Гонконга отстаивать ценности свободы слова.
Гонконгский Клуб иностранных корреспондентов критиковал препятствование полицией освещению новостей во время рейда. Human Rights Watch заявила, что рейд на Apple Daily может быть мотивирован желанием подвергнуть цензуре независимое китайское СМИ. Комитет защиты журналистов заявил, что закон о национальной безопасности был использован для «подавления продемократического мнения и ограничения свободы прессы», и призвал к немедленному освобождению Лая.
Президент Тайваня Цай Иньвэнь выразила разочарование по поводу продолжающегося ухудшения прав человека и демократии в Гонконге. Госсекретарь США Майк Помпео заявил, что правительство КНР лишило Гонконг свободы. В связи с арестами журналистов, генеральный секретарь Кабинета министров Японии Ёсихидэ Суга, выразил серьезную обеспокоенность ситуацией в Гонконге. Официальный представитель МИД Китая Чжао Лицзянь одобрил массовые аресты продемократических деятелей, заявив, что задержанные нарушили закон о национальной безопасности Гонконга.

### Последствия
После рейда руководители Apple Daily пообещали возобновить свою деятельность. После полицейских обысков, вызвавших ажиотаж, Apple Daily планировала выпустить 350 000 печатных экземпляров своей газеты, что было значительно больше, чем их ежедневный тираж в 70 000 экземпляров. В итоге, объем увеличился до 550 000 печатных экземпляров. В социальных сетях была запущена рекламная кампания в которой участвовали активист Джошуа Вонг, певец Понг Нан и депутат Тед Хуэй. 11 августа 2020 года у Apple Daily вышла газета с заголовком на первой полосе: «Apple Daily должна бороться». Цанг Чихо, бывший ведущий сатирического новостного шоу «Хедлайнер», добавил в свою обычную колонку пустое место, в котором просто говорилось: «Вы не можете убить нас всех».
В день обысков и арестов акции Next Digital упали до 16,7 % при рекордно низком уровне в 0,075 гонконгского доллара. После падения акций, в социальных сетях началась кампания по скупке сторонниками газеты акций компании. Кампания привела к росту акций на 1100 % в течение следующих двух дней, достигнув рекордного уровня за последние семь лет. Во вторник акции закрепились на уровне 1,10 гонконгских долларов и в тот день заняли третье место на Гонконгской фондовой бирже. В среду акции упали более чем на 40 % после того, как Комиссия по ценным бумагам и фьючерсам выпустила предупреждение о высокой волатильности.
Лай был освобожден рано утром 12 августа после 40 часов содержания под стражей. Позже, в тот же день, он прибыл в редакцию Apple Daily, где Лай был встречен аплодисментами сотрудников.

## Аресты и закрытие
17 июня 2021 года полиция Гонконга снова провела обыск в штаб-квартире Apple Daily, на этот раз используя 500 офицеров и арестовав генерального директора Чунг Ким Хуна, главного операционного директора Ройстона Чоу, главного редактора Райана Лоу, младшего издателя Чан Пуи Ман и директора платформы Apple Daily Digital Чун Чи Вая, обвинив их в нарушении статьи 29 Закона о национальной безопасности путем «сговора с иностранным государством или с внешними элементами с целью создания угрозы национальной безопасности».
Активы трех компаний: Apple Daily Ltd, Apple Daily Printing Ltd и AD Internet Ltd с 14 мая были заморожены, как и счета Джимми Лая на сумму более 500 миллионов долларов. 21 июня газета объявила, что, если счета не будут разморожены, она будет закрыта, поскольку не сможет оплатить зарплату персоналу или операционные расходы. 23 июня было объявлено, что газета закроется «из соображений безопасности сотрудников», а 24 июня газета выпустит свой последний тираж. Apple Daily также объявила, что ее цифровая версия будет отключена 23 июня в 23:59 по гонконгскому времени.

### Реакция
В связи с закрытием Apple Daily, президент США Джо Байден заявил: «Это печальный день для свободы СМИ в Гонконге и во всём мире. Усиление репрессий со стороны Пекина достигло такого уровня, что Apple Daily, столь необходимый оплот независимой журналистики в Гонконге, в настоящее время прекратил публикацию. Путём арестов, угроз и принудительного принятия Закона о национальной безопасности, который карает свободу слова, Пекин настаивает на использовании своей власти для подавления независимых СМИ и подавления инакомыслия». Европейский Союз опубликовал заявление о том, что «закон о национальной безопасности, введённый Пекином, используется для подавления свободы прессы и свободного выражения мнений» и что закрытие газеты «подрывает плюрализм и свободу СМИ». Это мнение также разделяет министр иностранных дел Великобритании Доминик Рааб. Представитель ООН по правам человека выразил озабоченность в связи с ухудшением свободы слова в Гонконге. Правительство Тайваня также назвало закрытие газеты «политическим угнетением» и что это «стало похоронным звонком для свободы прессы, публикаций и слова в Гонконге». Представитель правительства Японии Кацунобу Като назвал закрытие газеты «серьезным ударом» для свободы слова и свободы прессы в Гонконге и выразил серьезную обеспокоенность ситуацией. Amnesty International заявила, что «принудительное закрытие Apple Daily — самый черный день для свободы СМИ в новейшей истории Гонконга».
Китайская газета Global Times охарактеризовала Apply Daily как «сепаратистскую» газету, процитировав китайских экспертов, которые заявили, что закрытие — это «конец эпохи, когда иностранные марионетки и сепаратистские силы вмешиваются во внутренние дела Китая». Министр иностранных дел Китая заявил, что «никто и ни одна организация не стоит выше закона. Все права и свободы, включая свободу СМИ, не могут выходить за рамки нижней границы национальной безопасности».

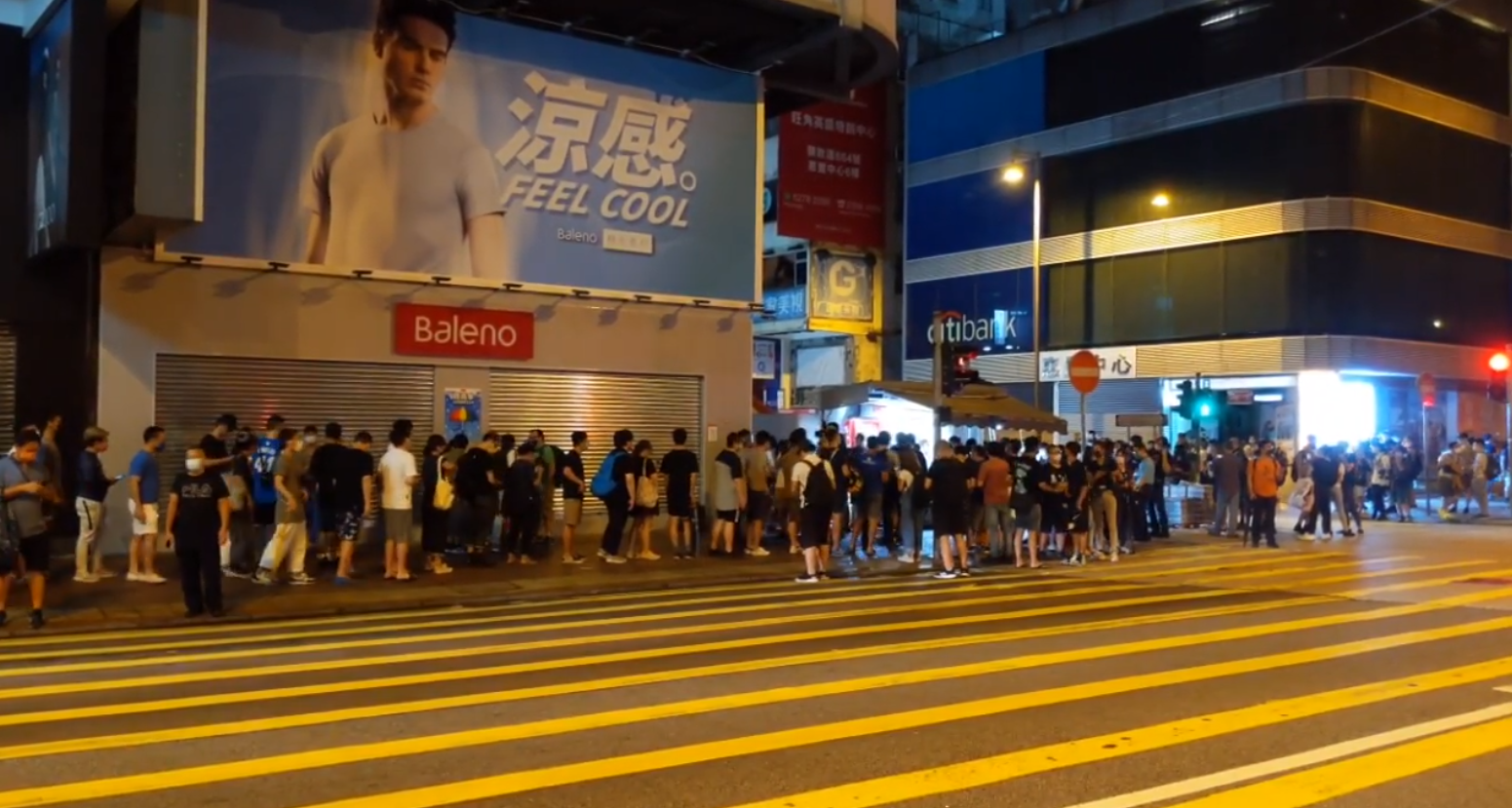
Люди выстроились в очередь, чтобы купить последний печатный выпуск Apple Daily (2021 год)

Последний печатный выпуск Apple Daily был встречен большим спросом и был распродан, несмотря на то, что было напечатано миллион копий. В связи с этим, образовались длинные очереди гонконгцев, часами ожидающих покупки газеты. Активисты сделали резервную копию новостных статей из Apple Daily на различных блокчейн-платформах, чтобы обеспечить доступность контента и отсутствие китайской цензуры.

## Награды и премии
- «Human Rights Press Awards» (1999[74], 2000 — четырежды[75], 2002 — пять наград[76], 2003 — шесть наград[77], 2004 — девять наград[78], 2005 — восемь наград[79], 2006 — дважды[80], 2008 — шесть наград[81], 2009 — семь наград[82], 2010 — трижды[83], 2011 — десять наград[84], 2012 — восемнадцать наград[85], 2013 — девять наград[86], 2014[87], 2015 — дважды[88], 2019 — трижды, 2020 — дважды[89]).
- «Best Hong Kong News Reporting» (2002 — двенадцать наград[90], 2004 — шесть наград[91]).
- «SOPA Awards» (2015 — пять наград, 2019 — пять наград[92], 2020 — пять наград[93]).

## Главные редакторы
1. Ло Чан (1995—1996)
2. Ип Ют Кин (1996—2002)
3. Лам Пинг Ханг (2003—2006)
4. Чэн Мин Янь (2006—2011)
5. Чунг Ким Хунг (2012—2015)
6. Чан Пуи Ман (2015—2017)
7. Райан Лоу Вай Квонг (2017—2021)